# Charles-Alexandre de Calonne
Pour les personnes ayant le même patronyme, voir Calonne.
Charles-Alexandre de Calonne, comte d'Hannonville, est un magistrat, administrateur, économiste et homme politique français, né à Douai le 20 janvier 1734 et mort à Paris le 30 octobre 1802. Ministre et contrôleur général des finances de Louis XVI, il propose une réforme du système fiscal (un impôt universel) que les deux ordres privilégiés (clergé et noblesse) doivent payer également. Sa proposition est rejetée et il est renvoyé disgracié. Entre 1783 et 1787, il s'est retrouvé au cœur des grandes spéculations boursières sous Louis XVI.

## Biographie

### Famille
Fils de Louis de Calonne, premier président du parlement de Flandres, et d'Henriette de Francqueville d'Abancourt, et frère de Jacques Ladislas Joseph de Calonne, Charles Alexandre de Calonne est issu d'une famille tournaisienne de parlementaires appartenant à la noblesse. Il est l'oncle maternel de Charles-Xavier de Francqueville d'Abancourt, dernier ministre de la Guerre nommé par Louis XVI, guillotiné devant les grilles du château de Versailles, et de l'épouse du maître des requêtes Benoît Georges Raillard de Granvelle.
En 1769, il épouse Marie-Joséphine Marquet (1750-1770), fille d'un receveur général des finances, qui compte dans sa famille proche un directeur général des Vivres, deux receveurs généraux des finances, un fermier général, un garde du Trésor et un banquier. Par ce mariage avantageux, il se lie au milieu de la haute finance (notamment aux frères Pâris, la mère de sa femme étant une demoiselle Pâris-Duverney). Calonne se remarie le 28 juillet 1788 dans la chapelle du château d'Abancourt avec Anne Rose Josèphe de Nettine, veuve de Joseph Micault d'Harvelay et belle-sœur du banquier Jean-Joseph de Laborde.

### Une carrière de serviteur du roi (1763-1783)
Après des études de droit à Paris, Calonne accomplit une carrière rapide et brillante au service de la monarchie. Il est successivement avocat général au conseil supérieur de l'Artois puis procureur général au parlement de Flandre à Douai.
Nommé maître des requêtes en 1763, il est envoyé en Bretagne deux ans plus tard, chargé de négocier secrètement avec La Chalotais, qu'il rencontre le 14 janvier 1765. Il use de son influence pour adoucir la sentence de l'intéressé, même s'il est ensuite accusé par ce dernier de l'avoir trahi.
Il est l'auteur du Règlement de 1765 qui marque les limites de l'intervention des parlements dans les affaires ecclésiastiques. En 1766, il contribue (avec Gilbert de Voisins, Joly de Fleury, Bertier de Sauvigny et d'Aguesseau de Fresnes) à la rédaction du discours prononcé par Louis XV devant le parlement de Paris, lors de la « séance de la flagellation » de mars 1766, par lequel Louis XV rappelle aux Parlements, de manière cinglante, que le roi est la source de toute autorité.
Il est récompensé de ces services par une nomination comme intendant des Trois-Évêchés à Metz (1766) puis comme intendant de Flandre et Artois à Lille (1778). Il y démontre, pendant 17 ans, de remarquables talents d'administrateur en suggérant dans ses généralités des projets de réforme qu'il reprendra plus tard à une grande échelle. Il en profite également pour se créer des appuis dans la noblesse, comme celui du gouverneur des Trois-Évêchés, le duc de Broglie ou bien celui du prince de Condé qui le remarque lorsqu'il vient, en 1782, inspecter les places du Nord. Il devient également l'intime du commandant de Flandre, Anne Louis Alexandre de Montmorency, prince de Robecq, et du duc de Guiche, gendre de Mme de Polignac. Ce milieu lui convient mieux que son milieu d'origine, la noblesse de robe ; spirituel, brillant, aimable, il se sent à l'aise parmi la noblesse de cour.
Dans ces divers emplois, Calonne démontre sa fidélité au Roi et acquiert une réputation d'habileté, que ternit quelque peu son absence de scrupules. Extrêmement doué, intelligent, rapide et sûr de jugement, éloquent et charmeur, séduisant, il est aussi de tempérament insouciant, confinant souvent au cynisme.

### Contrôleur général des finances (1783-1787)
Calonne ambitionne d'être nommé contrôleur général des finances. Il pense pouvoir réussir dans cet emploi, même dans la crise dramatique que connaissent les finances de la monarchie. En 1781, il est de ceux qui complotent pour obtenir le renvoi de Necker : on lui a souvent attribué un violent libelle contre le ministre, la Lettre du marquis de Caracciole à M. d'Alembert (1er mai 1781).
Ses soutiens – au sein de la Cour, dans les milieux parisiens de la robe et des officiers des finances – font campagne pour sa nomination, et parviennent à créer, en sa faveur, sinon un mouvement d'opinion, du moins une attente et même un engouement. Le président Nicolaï le remarquera en recevant le serment du nouveau ministre devant la Chambre des comptes : « Depuis longtemps, Monsieur, l'opinion publique vous élevait au ministère des Finances. » Dès le 6 novembre, les bulletins de police notent que sa nomination est bien accueillie par « toutes les personnes de la Cour et tous ceux qui tiennent au Trésor royal et aux Fermes [qui] le voient avec plaisir » mais observent que « des voix contraires […] rappellent l’affaire de Bretagne et annoncent que les parlements ne lui seront pas favorables ».
Louis XVI, pourtant, prévenu contre Calonne, hésite à le nommer et ne s'y résout que le 3 novembre 1783, après l'échec calamiteux du ministère d'Ormesson. Le nouveau contrôleur général doit son élévation à de solides appuis au sein des milieux financiers, avec lesquels il est lié par sa défunte femme et par sa maîtresse. À la Cour, le clan Polignac, très lié à la Reine, ainsi que le comte d'Artois, le soutiennent ; au sein du gouvernement, il est recommandé par Vergennes qui, depuis la mort de Maurepas, est celui qui a le plus d'influence sur le Roi pour les nominations ministérielles. Une fois contrôleur général, Calonne est ensuite nommé ministre d'État le 18 janvier 1784.

#### Le dessein
Selon Jean de Viguerie, « le choix est heureux. Calonne n'est pas un doctrinaire à la manière de Turgot. Il n'est pas non plus un philanthrope comme Necker. C'est un esprit pratique et un excellent technicien. Ce qui n'empêche pas les idées. Il arrive avec un plan. »
Il en révèle les grandes lignes dans son discours devant la Chambre des comptes, où il se rend escorté par des maîtres des requêtes, des intendants des finances et des députations des fermiers généraux, le 13 novembre 1783 : « Ce sera pour moi le plus parfait bonheur si, aussitôt après avoir franchi l’espace laborieux qu’il faut parcourir pour l’acquittement des dettes de la guerre, je puis parvenir à l’exécution d’un plan d’amélioration qui fondé sur la constitution même de la monarchie, en embrasse toutes les parties sans en ébranler aucune, régénère les ressources plutôt que de les pressurer, éloigne à jamais l’idée de ces remèdes empiriques et violents dont il ne faut même pas rappeler le souvenir, et fasse trouver le vrai secret d’alléger les impôts dans l’égalité proportionnelle de leur répartition, aussi que dans la simplification de leur recouvrement. »
La priorité du nouveau ministre est de rétablir le crédit public, que les mesures prises par son prédécesseur ont fait tomber au plus bas. Pour cela, estime-t-il, il faut paraître riche : « J'aurais tout perdu, écrit-il, si j'avais pris l'attitude de la pénurie, au moment où je devais en dissimuler la réalité. »
Calonne est tout à fait hostile aux idées de Necker sur la nécessaire compression des dépenses. La déflation n'est pas son style, plutôt adepte avant l'heure de la relance. Comme l'observe Herbert Lüthy (de), il met « toute son énergie et tous ses espoirs pour le sauvetage financier du régime dans une politique d’argent facile ». Ses ennemis l'en ont vivement blâmé, réduisant son ministère à la revanche des officiers des finances sur la banque et critiquant l'abandon des réformes administratives que Necker avait entreprises afin de rendre plus efficace l'administration et réduire les dépenses inutiles. Déroutante, sa politique a été diversement interprétée :
- Pour Louis Blanc, Calonne a délibérément cherché à mettre la monarchie en faillite pour contraindre les parlements et les privilégiés à accepter une réforme radicale des structures économiques et financières du pays ;
- Pour d'autres historiens, Calonne a préfiguré les politiques keynésiennes et se serait efforcé d'asseoir le développement de l'industrie sur la constitution de groupes financiers puissants, rassemblés autour de lui et du baron de Breteuil.

En réalité, Calonne a d'abord cherché, de manière avant tout pragmatique, à rétablir le crédit pour se lancer dans une politique d'emprunts forcenée. Celle-ci a eu pour effet de relancer l'activité mais aussi d'alimenter la spéculation. Redoutant un effondrement de la bourse et à bout d'expédients, Calonne s'est alors engagé mais trop tard dans une réforme de fond et de grande ampleur en convoquant l'Assemblée des notables, mais celle-ci l'a conduit à sa perte.

#### Les premiers succès
Lors de son entrée en fonction, Calonne hérite une situation financière désastreuse :
- Les recettes, évaluées à 270 millions pour l'année 1783, ne se montent qu'à 190 millions, dont 178 millions ont été anticipés ;
- Les arrérages de rentes et les remboursements des emprunts se montent à 250 millions ;
- Les dettes exigibles représentent 390 millions, dont 220 millions pour le seul service de la guerre, la fin des hostilités avec la Grande-Bretagne impliquant d'honorer sans attendre les dettes contractées durant le conflit.

Cette crise financière se double d'une crise de trésorerie, qui a amené Lefèvre d'Ormesson à recourir aux expédients qui ont causé sa perte, et d'une crise de confiance résultant des mesures drastiques prises par d'Ormesson à l'égard des rentiers et des financiers. Ces derniers, emmenés par Joseph Micault d’Harvelay, menacent d'ailleurs de retirer leurs fonds si le Gouvernement ne revient pas sur la suppression de la ferme générale.
Dans de telles circonstances, Calonne comprend que ses seules ressources consistent dans le crédit : « L’argent manquait, parce qu’il ne circulait pas : il a fallu en répandre pour l’attirer, en faire venir du dehors pour faire sortir celui que la crainte tenait caché au dedans, se donner l’extérieur de l’abondance pour ne pas laisser apercevoir l’étendue des besoins. L’essentiel était alors de ramener la confiance égarée. »

##### Le rétablissement du crédit de l'État
Pour rassurer les financiers, Calonne commence par revenir sur la transformation de la ferme générale en régie intéressée décidée par son prédécesseur d'Ormesson (9 novembre 1783). Un arrêt du Conseil du 23 novembre 1783 décide d'une augmentation du capital de la Caisse d'escompte qui est porté à 17,5 millions.
Grâce à des piastres en provenance d’Espagne, le contrôleur général peut revenir plus tôt que prévu sur le cours forcé des billets de la Caisse d'escompte, autre mesure impopulaire de d'Ormesson, et lancer un premier grand emprunt.
Au mois d'août 1784, un arrêt du Conseil décide que le paiement des arrérages des rentes sera désormais acquitté à leur terme exact, mesure d'apparence modeste mais qui comble d'aise les rentiers, jusque-là plutôt habitués à être traités comme d'importuns solliciteurs. Un autre arrêt du Conseil ordonne le remboursement des rescriptions qui avaient été suspendues en 1770 par l'abbé Terray. Enfin, un édit, toujours en août 1784, crée une nouvelle Caisse d’amortissement qui devait rembourser en 25 années 1 264 millions des dettes de l’État sur un total de 2 800 millions.

##### La relance de l'activité économique
Calonne prend rapidement diverses mesures utiles pour stimuler la croissance économique :

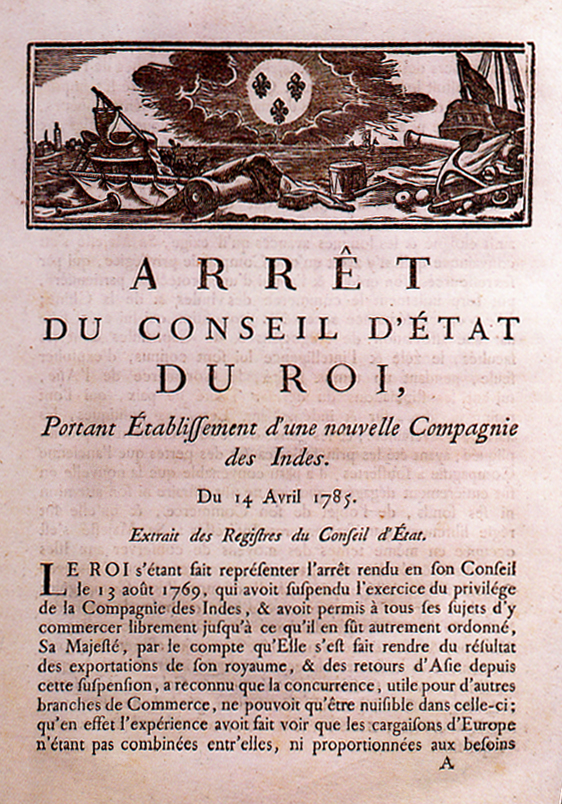
Édit de création de la troisième Compagnie des Indes.

- Les réformes monétaires de Calonne en 1785 réduisent la spéculation sur l'or, qui absorbait une part importante des capitaux disponibles.
- La poursuite du percement du canal de Bourgogne, au point mort, est rendue possible par des lettres patentes du 8 novembre 1783 qui prorogent divers droits.
- Les travaux pour améliorer la navigation de la Saône sont rendus possibles par des lettres patentes du 1er février 1784, accordant une remise de 200 000 livres sur le bail du péage de Mâcon et autorisant les États de Mâconnais à emprunter 320 000 livres.
- Pour faciliter le transport du bois dans la Meuse, il fait ouvrir en 1786 une route forestière de 25 kilomètres qui porte son nom (tranchée de Calonne).
- Des travaux sont conduits dans les ports maritimes à Cherbourg, Dunkerque et dans plusieurs autres grandes villes.
- Le statut de port franc est accordé à Lorient, Bayonne et Saint-Jean-de-Luz.
- La mise en œuvre des réformes boursières de Calonne permet d'éviter un krach boursier[9]. Les capitaux propres de la Compagnie des Indes sont doublés, celle-ci étant recréée le 14 avril 1785 avec un capital de 20 millions de livres. Les opérations à terme sont interdites et le dividende de la Caisse d'Escompte est réglementé, son calcul devant tenir compte des bénéfices du semestre.
- L’industrie est encouragée, par des participations du Trésor et l’octroi de primes ou d’avances. Calonne incite le roi, la noblesse de cour et des financiers, tels qu'Antoine Mégret de Sérilly (époux d'Anne-Louise de Domangeville) ou Claude Baudard de Saint-James, à soutenir les inventeurs et à investir dans des entreprises industrielles, comme au Creusot[Note 6].

De manière plus banale mais aussi plus controversée, Calonne procède à une relance des dépenses publiques succédant à plusieurs années d'austérité. Une partie de cette politique d'argent facile sert à acquérir la faveur de la Cour : il règle les dettes énormes des frères du Roi et donne à celui-ci les moyens d'acheter pour 6 millions de livres le château de Saint-Cloud que la Reine désire ; il augmente les dépenses des fêtes de Versailles, notamment les bals de la Cour, la musique de la Chapelle royale, l'Opéra et les concerts. L'Académie royale de musique est particulièrement avantagée : création de l'école de danse, augmentation du traitement des chanteurs, institution de prix pour les meilleurs ouvrages lyriques. Ministres et intendants voient leurs crédits augmentés et obtiennent de l'argent pour tous leurs projets.

##### Le traité de commerce avec la Grande-Bretagne
Avec le retour de la paix avec la Grande-Bretagne, des négociations sont entamées dès le mois de mars 1784 en vue de la signature d'un traité de commerce franco-britannique. Pour accélérer les discussions, Calonne décide en 1785 de taxer fortement l'importation de marchandises britanniques. De la sorte, le traité de commerce peut être signé le 26 septembre 1786.
Le traité prévoit une diminution importante des taxes perçues sur les importations de produits agricoles français en Grande-Bretagne, offrant de nouveaux débouchés aux produits français, en particulier les vins. De la même manière, il stimule les exportations de produits de luxe. En revanche, symétriquement, il favorise les importations de produits manufacturés britanniques, exposant l'industrie française, encore fragile, à la concurrence. Peut-être cette mesure devait-elle avoir pour effet dans l'esprit de Calonne d'aiguillonner les industriels français, mais on l'accuse souvent de causer leur perte. Si certains secteurs, comme celui des glaces, en bénéficient, l'industrie textile en subit durement le contrecoup.

#### Les difficultés

##### Le déséquilibre du budget
Pendant qu'il augmente les dépenses, Calonne refuse d'accroître les impôts et a même tendance à les réduire, et doit en outre, avec le retour de la paix, avaliser la suppression du troisième vingtième. Malgré quelques mesures de rendement – renouvellement du bail de la ferme générale à des conditions plus onéreuses pour les fermiers, construction du mur des Fermiers généraux pour lutter contre la fraude aux octrois de Paris – les recettes diminuent de sorte que le déficit s'accroît considérablement.
Au total, Calonne emprunte pour 653 millions, selon diverses formules, toutes relativement coûteuses pour le Trésor, notamment les emprunts à lots. Cette politique suscite des observations de plus en plus vives des cours souveraines, qui contraignent le contrôleur général à redoubler d'imagination pour trouver de nouveaux moyens de se procurer des liquidités.
Cette politique, qui consiste « à dépenser en empruntant, peut-être à dépenser plus intelligemment, mais à emprunter plus et plus cher que tous ses prédécesseurs, [...] assur[e] la prospérité de la banque et de la Bourse ». L'inflation vertigineuse des encours de crédits, l'injection d'énormes flux de capitaux, notamment étrangers dans l'économie, encouragent la spéculation, favorisée également par la généralisation des titres au porteur et la multiplication des sociétés en commandite.
Face à l'agiotage, Calonne cherche avant tout à protéger les emprunts d'État. Pour enrayer une hausse spéculative des actions de la Caisse d'escompte, il interdit les marchés à terme le 24 janvier 1785 puis les marchés à découvert le 7 août 1785. De même, il bloque le cours des actions de la Compagnie des eaux des frères Périer et de la Banque de Saint-Charles. Ces mesures anéantissent les espérances de gain des spéculateurs, mais menacent également de banqueroute un certain nombre de grands financiers qui ont investi dans les entreprises industrielles. Calonne est alors contraint de soutenir, avec les fonds du Trésor, les cours de sociétés comme la Compagnie des eaux ou la nouvelle Compagnie des Indes. C'est créer les conditions de scandales boursiers que Mirabeau, qui se fait alors un fonds de commerce politique de la dénonciation de l'agiotage, stigmatisera devant l'Assemblée des notables, sans d'ailleurs que cela suffise à empêcher la faillite de plusieurs financiers.

##### La réforme monétaire de 1785
Calonne engage en 1785 la première réforme monétaire depuis la stabilisation des monnaies réalisée par Le Peletier des Forts en 1726.
Afin de limiter principalement les trafics (dont celui des piastres), mais aussi l'effet de l'altération et de la contrefaçon, le rapport entre l'or et l'argent est aligné sur celui de l'Espagne. Ceci est réalisé en allégeant le poids des louis d'or. Un nouveau type monétaire est alors créé : le louis d'or à la tête nue. L'opération porta sur la somme de 750 millions de livres. En gros et pour clarifier, il faudra désormais débourser plus d'argent métal pour avoir et exporter de l'or français hors du pays.
Cette réforme doit en outre procurer un bénéfice au Trésor royal (3 millions) et favoriser la déthésaurisation de l'or et le soutien des emprunts d'État, fortement ébranlés après une série de scandales. Mais elle lèse un certain nombre d'intérêts. En outre, elle est mal exécutée, les ateliers ayant du mal à livrer les nouvelles pièces. En définitive, elle suscite de nombreuses plaintes et Calonne est même accusé de péculat par le Parlement.
Toutefois, il est utile de rappeler que les taux décrétés par Calonne, à savoir 0,2930 g d'or fin et 4,450 g d'argent fin pour une livre seront ceux adoptés par le Directoire au moment de la création du franc le 15 août 1795[Quoi ?].

##### Le retournement de l'opinion
Au bout du compte, l'état de grâce de Calonne n'aura guère duré plus d'un an. Très positive au départ, l'opinion publique commence à se retourner au début de 1785. Plusieurs facteurs se conjuguent : la réforme monétaire suscite le mécontentement ; les parlements grondent contre les emprunts, et notamment celui de la fin de 1785 ; le clergé s'inquiète de projets de taxation des biens de l'Église ; les chambres de commerce protestent contre le traité de commerce franco-britannique ; une partie de la finance, mécontente des mesures prises pour lutter contre l'agiotage, se détourne également du contrôleur général. En définitive, celui-ci s'aliène progressivement ses principaux soutiens. Ayant perdu l'appui de l'opinion publique, il ne tardera pas à perdre la confiance de Louis XVI.

#### La chute
Calonne va se trouver acculé à entreprendre des réformes de fond au moment même où il a perdu le soutien de l'opinion. En 1786, la situation des finances apparaît en effet catastrophique : avec la disparition du troisième vingtième, le déficit prévu pour 1787 excède 100 millions, alors que les parlements refusent tout nouvel emprunt.

##### Le projet de «subvention territoriale»
Le 20 août 1786, Calonne adresse à Louis XVI le Précis d’un plan d’amélioration des finances dans lequel il propose de « revivifier l’État entier par la refonte de tout ce qu’il y a de vicieux dans sa constitution ». Il s'agit notamment de supprimer les douanes intérieures, de supprimer les traites, de réduire la taille, de remplacer les corvées par une prestation en argent, de transformer la Caisse d’escompte en une banque d’État et surtout de créer de nouveaux impôts en taxant les propriétés de la noblesse et du clergé.
Le point central du projet de réforme est en effet la création d'une « subvention territoriale », impôt unique qui remplacerait les anciens vingtièmes, et qui devrait surtout frapper tous les revenus fonciers sans distinction de privilèges. À la différence des vingtièmes, en principe provisoires, la subvention territoriale doit être perpétuelle. D'autre part, alors que les vingtièmes ménageaient des possibilités de rachats, d'abonnements et d'exemptions, la subvention territoriale serait payée par tous sans exception. Enfin, alors que les vingtièmes étaient assis sur les déclarations des contribuables, la subvention serait répartie par des assemblées provinciales. Celles-ci seraient au sommet d'une pyramide d'assemblées locales (assemblées paroissiales et municipales, assemblées de districts) élues par les contribuables. Les assemblées seraient élues par les propriétaires, sans distinction de statut social et aideraient l'intendant à répartir l'impôt.
En prenant connaissance du plan de Calonne, Louis XVI aurait dit : « C'est du Necker tout pur que vous me donnez là ! » mais il soutint le projet. En réalité, les mesures proposées font davantage penser à celles que Turgot avait préconisées. Alors que Necker maintenait la distinction des trois ordres dans les assemblées locales, Calonne, comme Turgot, souhaitait la supprimer. Par ailleurs, la liberté du commerce intérieur et extérieur ou la suppression des corvées sont des idées venues en droite ligne de Turgot. D'ailleurs, l'un des principaux rédacteurs du projet est le physiocrate Pierre Samuel du Pont de Nemours, ancien collaborateur de Turgot resté au service du contrôle général après le renvoi de celui-ci. Le roi fut néanmoins enthousiaste et il convainquit son conseil de soutenir le projet.

##### L'Assemblée des notables
Calonne estime que la principale opposition à son plan viendra des parlements ; pour la surmonter, il envisage donc de soumettre son projet à une assemblée de notables. C'est une curieuse idée : composée pour l'essentiel de grands propriétaires fonciers, une telle assemblée ne peut qu'être vivement hostile à son projet. Mais, selon les lois fondamentales du royaume, le Roi ne pouvait créer un impôt permanent qu'en consultant ses sujets : une assemblée de notables pouvait paraître un moindre mal par rapport à la convocation des états généraux. Il existait d'ailleurs des précédents, le dernier remontant à Richelieu en 1626.
L'Assemblée des notables comprend 7 princes du sang, 7 archevêques, 7 évêques, 6 ducs et pairs, 6 ducs non pairs, 8 maréchaux de France, des intendants, des parlementaires, des députés des pays d'états, des représentants des corps de ville des plus grandes cités du royaume, soit au total 147 personnes. Elle est très majoritairement hostile aux réformes projetées.
D'autre part, le processus de convocation de cette assemblée a été très long, ce qui a laissé à l'opposition tout le temps de s'organiser. Alors que Calonne a exposé son plan au Roi le 20 août 1786, il faut attendre le 26 décembre pour que l'assemblée soit convoquée. Prévue le 29 janvier 1787, sa première réunion n'a lieu que le 22 février, en raison d'une indisposition de Calonne.
L'assemblée constitue sept bureaux pour examiner le plan du ministre. Un seul bureau l'approuve, celui que préside le comte d'Artois. Le premier bureau, présidé par le comte de Provence, le déclare « inconstitutionnel ». Les autres, sans rejeter les réformes, les déclarent inapplicables, et présentent des contre-propositions qui les dénaturent. Tous feignent de découvrir l'ampleur du déficit et s'en insurgent à plaisir. Calonne, irrité, fait imprimer ses rapports, ce qui achève de lui aliéner la Cour.
De tous les partis, c'est le clergé qui se montre le plus virulent. Les gazetiers et les libellistes, de leur côté, raillent l'assemblée des notables, accusée d'être à la solde du pouvoir, piquant l'amour-propre de certains députés, encouragés dès lors à faire preuve d'indépendance.

##### Le renvoi
Au départ, Louis XVI a soutenu fermement son ministre. Il a approuvé tous les plans soumis à l'assemblée des notables et n'a cessé d'encourager le contrôleur général. Pourtant, il va brutalement lui retirer son soutien : le 9 avril 1787, sans qu'aucun signe avant-coureur ne l'ait laissé pressentir, Calonne est remercié.
Plusieurs explications ont été avancées au brusque revirement de Louis XVI : on a évoqué la perte du soutien de Vergennes, mort le 13 février ; l'hostilité du baron de Breteuil, avec qui Calonne vient de se brouiller ; l'intervention de Marie-Antoinette, qui n'a jamais beaucoup apprécié le contrôleur général ; l'accusation portée par le marquis de La Fayette, d'avoir vendu des domaines de la couronne pour deux millions, sans en avertir Louis XVI. Mais sans doute la principale cause de la disgrâce de Calonne doit-elle être recherchée dans la clameur de l'opinion publique[réf. souhaitée].
De fait, lorsque la nouvelle de son renvoi se répand, la joie est générale à Paris, où l'on accusait Calonne de vouloir augmenter les impôts et où on l'avait surnommé « Monsieur Déficit ». En réalité son plan audacieux de réformes aurait peut-être pu sauver la monarchie s'il avait été soutenu jusqu'au bout par le Roi. Mais il ne l'aurait fait qu'au prix d'une transformation en profondeur de son esprit, avec la remise en cause de la division en trois ordres[réf. souhaitée].

### Les dernières années (1787-1802)
Après sa disgrâce, Calonne se retire d'abord dans son château de Berny, avant d'être exilé dans sa terre d'Hannonville, en Lorraine. Louis XVI lui ordonne de rendre sa charge de grand trésorier commandeur des ordres du roi, qu’il avait obtenue le 13 juin 1784.
Redoutant que les parlements n’ordonnent son arrestation pour informer contre lui au sujet de la réforme monétaire de 1785, dans laquelle il est accusé de malversations, Calonne quitte la France pour l’Angleterre, où il est fort bien accueilli. Arrivé à Londres au début du mois d’août 1787, il s’installe à Hyde Park Corner en compagnie de son frère, l’abbé de Calonne, de deux secrétaires, d’un interprète et de trois valets. Le Roi s'efforce alors de calmer le jeu en évoquant son procès devant le Conseil et en interdisant la publication de pamphlets dirigés contre lui, dont le fameux Monsieur de Calonne tout entier de Jean-Louis Carra.
Pour tenter de rétablir sa réputation, Calonne s'assure le concours du libelliste Charles Théveneau de Morande, réfugié en Angleterre, et fait racheter des documents compromettants par les époux de La Motte, agents de l’affaire du collier de la reine, qui se trouvent eux aussi à Londres. Parallèlement, il publie de nombreux mémoires pour se justifier, répondre aux attaques de Necker et, à partir de 1789, commenter l’évolution de la situation politique en France.
Bien qu'hostile à la convocation des États généraux et au doublement du tiers état, Calonne rentre en France le 30 mars 1789 pour présenter sa candidature à la députation de la Flandre maritime. Conspué à son arrivée, il doit rebrousser chemin et retourner en Angleterre, où les premiers émigrés le rejoignent après la prise de la Bastille.
Humilié, Calonne devient l'un des principaux artisans de la contre-révolution. Il parcourt l'Europe, fait partie quelque temps du conseil des princes à Coblence, rencontre l'empereur Joseph II et la tsarine Catherine II de Russie. Il dépense presque toute la fortune que lui a apportée sa seconde femme, une riche veuve.
Interdit de séjour en France depuis le 29 décembre 1792, Calonne retourne vivre à Londres et demande sa radiation de la liste des émigrés. Il finit par débarquer à Calais en mai 1802 et propose ses services à Napoléon Bonaparte dans plusieurs mémoires financiers qu’il adresse à Mollien, son ancien commis au contrôle général. Il meurt à Paris, le 29 octobre 1802.

## Hommage
- Une rue de Dunkerque porte son nom[19].
- La « rue Calonne » percée vers 1786 aux Halles de Paris, devenue en 1792 la rue du Contrat-Social, et désormais disparue.

## Littérature
- Calonne apparaît dans une courte nouvelle de Balzac, Le Petit Souper, conte fantastique (1830).
- Il est l'un des personnages principaux des cinq premiers volumes d'une série de romans policiers historiques d'Anne Villemin Sicherman qui le montrent, pour les trois premiers, dans ses fonctions d'intendant des trois évêchés, pour le quatrième, intitulé Un bûcher pour Versailles (2017), en tant que contrôleur général des finances et, enfin, déchu et en butte à la vindicte populaire dans L'Abbé Grégoire s'en mêle (2018).

## Ouvrages
- Mémoire présenté au roi, 1766
- Mémoires concernant la navigation des rivières de la province des Trois-Evêchés et le commerce de la ville de Metz, 1773
- Observations et jugements sur les Coutumes d’Amiens, d’Artois, de Boullogne et de Ponthieu, sur plusieurs matières du droit civil et coutumier, 1794
- Début du discours prononcé par M. le contrôleur général dans l’Assemblée des notables, le lundi 12 mars 1787
- Discours prononcé, de l’ordre du roi et en sa présence, par M. de Calonne, contrôleur général des finances dans l’Assemblée des notables tenue à Versailles, le 22 février 1787, 1787
- Correspondance de M. Necker avec M. de Calonne, 1787
- Requête au roi, 1787
- Réponse de M. de Calonne à l’écrit de M. Necker publié en avril 1787, contenant l’examen des comptes de la situation des finances rendus en 1774, 1776, 1781 et 1787, avec des observations sur les résultats de l’Assemblée des notables, 1788
- Motif de M. de Calonne pour différer jusqu’à l’assemblée des États généraux la réfutation du nouvel écrit que M. de Necker vient de publier sur l’objet de leur controverse, s.d.
- Réponse de M. de Calonne à la lettre de M. de Beyerlé, conseiller au parlement de Nancy, 1788
- Les Étrennes de M. de Calonne à la nation française, ou Lettre contenant un léger détail des bienfaits que M. de Calonne a rendus à la France, s.d.
- Réponse de M. de Calonne à la dernière lettre de Madame Lebrun, 1789
- Lettre adressée au roi par M. de Calonne, le 9 février 1789, s.d.
- Seconde lettre adressée au roi, par M. de Calonne, le 5 avril 1789, s.d.
- Lettre de M. de Calonne, ministre d’État, à M. l’évêque de Blois, sur le cahier de Madon (15 juin 1789), s.d.
- Lettre de M. de Calonne, ministre d’État, à M. de Themines, évêque de Blois, sur son ouvrage intitulé : “Instructions et cahiers du hameau de Madon”, avec la réponse de ce prélat et une seconde lettre de M. de Calonne, 1789
- A MM. Les députés de l’assemblée des États généraux, s.d. (1789)
- Lettre de M. de Calonne à l’Assemblée nationale, s.d. (1789)
- Notes sur le mémoire remis par M. Necker au Comité des subsistances établi par l’Assemblée nationale, 1789
- Observations sur les finances à l’Assemblée, 1790
- De l’État de la France présent et à venir, 1790
- De l’État de la France tel qu’il peut et qu’il doit être, 1790
- Esquisse de “l’État de la France”, 1791
- Mémoire de M. de Calonne, ministre d’État, contre le décret rendu le 14 février 1791, par l’Assemblée se disant nationale, 1791
- Observations de M. de Calonne sur la déclaration de Leurs Majestés Impériale et Prussienne, signée à Pillnitz, s.d.
- Tableau de l’Europe en novembre 1795 et pensées sur ce qu’on a fait et qu’on n’aurait pas dû faire, sur ce qu’on aurait dû faire et qu’on n’a pas fait, sur ce qu’on devrait faire et que peut-être on ne fera pas, s.d.
- Tableau de l’Europe, jusqu’au commencement de 1796, et pensées sur ce qui peut procurer promptement une paix solide, suivi d’un appendix sur plusieurs questions importantes, 1796
- Lettre de M. de Calonne au citoyen auteur du prétendu rapport fait à S.M. Louis XVIII (16 juillet 1796), 1796
- Lettre de M. de Calonne sur les finances, aux Français (18 février 1797), s.d.
- Lettre à l’auteur des “Considérations sur les affaires publiques, au commencement de l’année 1798”, s.d.
- Tant mieux pour elle, conte plaisant, s.d. (également attribué à l’abbé de Voisenon)

### Sources
- « Charles-Alexandre de Calonne » in Françoise Bayard, Joël Félix, Philippe Hamon, Dictionnaire des surintendants et contrôleurs généraux des finances, Paris, Imprimerie nationale, 2000 –  (ISBN 2-11-090091-1) Extrait en ligne
- Pierre Jolly, Calonne, 1734-1802, Paris, 1949
- Robert Lacour-Gayet, Calonne. Financier, réformateur et contre-révolutionnaire, 1734-1802, Paris, 1963
- Herbert Lüthy, La Banque protestante en France, Paris, 1959-1961, 2 vol.
- Jean de Viguerie, Histoire et dictionnaire du temps des Lumières. 1715-1789, Paris, Robert Laffont, coll. Bouquins, 2003 -  (ISBN 2-221-04810-5)
- Les papiers de la famille Calonne, conservés par la famille de Francqueville, ont été microfilmés par les Archives nationales[20]. Celles-ci conservent également les papiers de l’historien de l’émigration Christian de Parrel, parmi lesquels se trouvent des copies de documents relatifs aux frères Calonne conservés dans les archives britanniques[21].